# Boldogkőváralja
Boldogkőváralja là một thị trấn thuộc hạt Borsod-Abaúj-Zemplén, Hungary. Thị trấn này có diện tích 22,03 km², dân số năm 2010 là 1151 người, mật độ 52 người/km².